# Chronogaster gracilis
Chronogaster gracilis is een rondwormensoort uit de familie van de Chronogasteridae. De wetenschappelijke naam van de soort is voor het eerst geldig gepubliceerd in 1913 door Cobb.